# Gongogi
Gongogi là một đô thị thuộc bang Bahia, Brasil. Đô thị này có diện tích 198,305 km², dân số năm 2007 là 6827 người, mật độ 34,43 người/km².